# Dyrekcja Kolei w Olsztynie
Dyrekcja Kolei w Olsztynie – terytorialny organ zarządzania koleją z siedzibą w Olsztynie.

## Historia
Dyrekcja Okręgowa Kolei Państwowych powstała w 1945 z siedzibą tymczasową w Białymstoku, następnie przeniesiona do Olsztyna. Zarządzała infrastrukturą kolejową będącą częścią obszaru Dyrekcji Kolei w Królewcu, a który po 1945 przypadł PRL. W 1962 zarządzany przez nią obszar przekazano do DOKP w Gdańsku. Kilkanaście lat później w budynku mieściła się też Dyrekcja Rejonowa Kolei Państwowych (1975–1983), przekształcona w Rejon Przewozów Kolejowych (1983-1990). Władzom miejskim PKP przekazała budynek w 2002.

## Dyrektorzy
- 1945 – inż. Mieczysław Gronowski
- 1946-1947 – inż. E. Dudziński[3]
- 1947 – mgr Andrzej Jasiuk
- 1958 – Mieczysław Lewiński

## Siedziba
Mieściła się w gmachu Rejencji w Olsztynie z 1911 (arch. Richard Saran) pod ówczesnym adresem w al. Zwycięstwa 36, które obecnie noszą nazwę al. Piłsudskiego, następnie przy ul. Emilii Plater 1, łącznie 315 pokoi. Obecnie zajmują go – Urząd Marszałkowski i Wojewódzki Sąd Administracyjny.